# Lewis Enoh
Lewis Mbah Enoh (Bamenda, 23 ottobre 1992) è un calciatore camerunese, attaccante dell'O Elvas.

## Carriera
Il 1º luglio 2015 viene acquistato a titolo definitivo per 350.000 euro dalla squadra belga del Lokeren.